# Calyptranthes dardanoi
Calyptranthes dardanoi är en myrtenväxtart som beskrevs av Joáo Rodrigues de Mattos. Calyptranthes dardanoi ingår i släktet Calyptranthes och familjen myrtenväxter. Inga underarter finns listade i Catalogue of Life.